# Ліппштадт
Ліппштадт (нім. Lippstadt) — місто в Німеччині, знаходиться в землі Північний Рейн-Вестфалія. Підпорядковується адміністративному округу Арнсберг. Входить до складу району Зост.
Площа — 113,3 км². Населення становить 67 793 ос. (станом на 31 грудня 2020).

## Географія

### Сусідні міста та громади
Ліппштадт межує з 9 містами / громадами:
- Бад-Зассендорф
- Дельбрюк
- Ервітте
- Гезеке
- Лангенберг
- Ліппеталь
- Рітберг
- Зальцкоттен
- Вадерсло

## Галерея

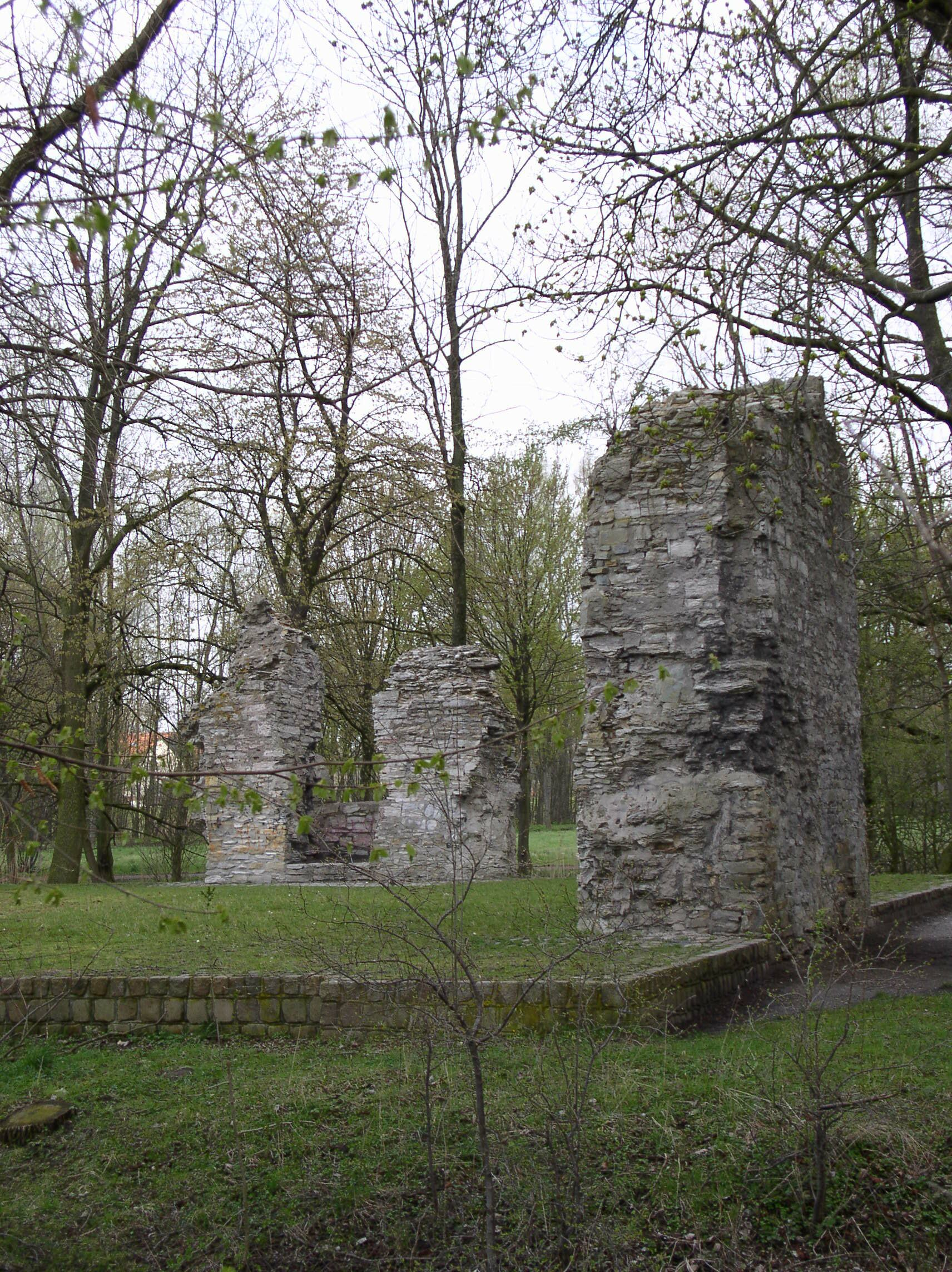
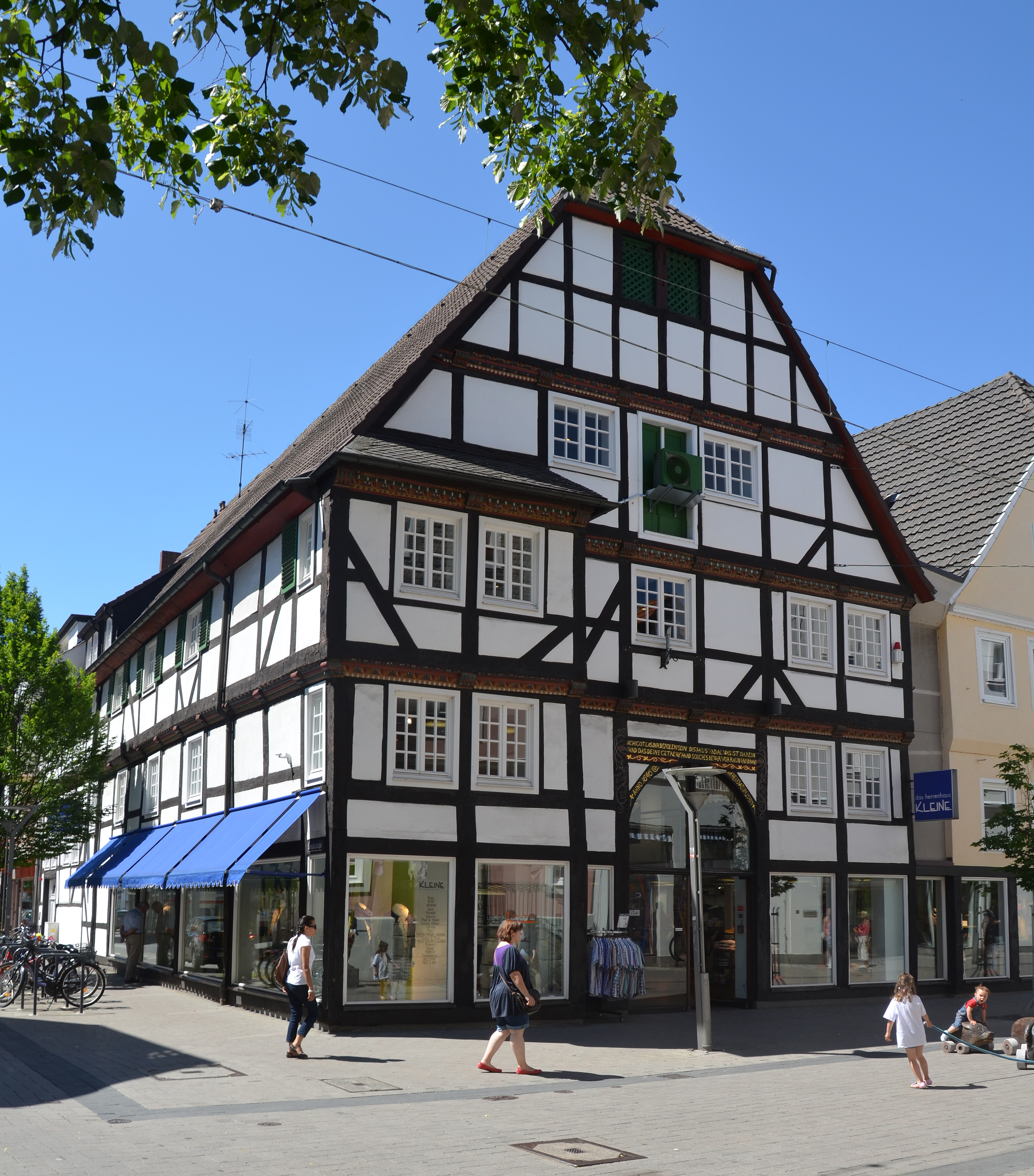
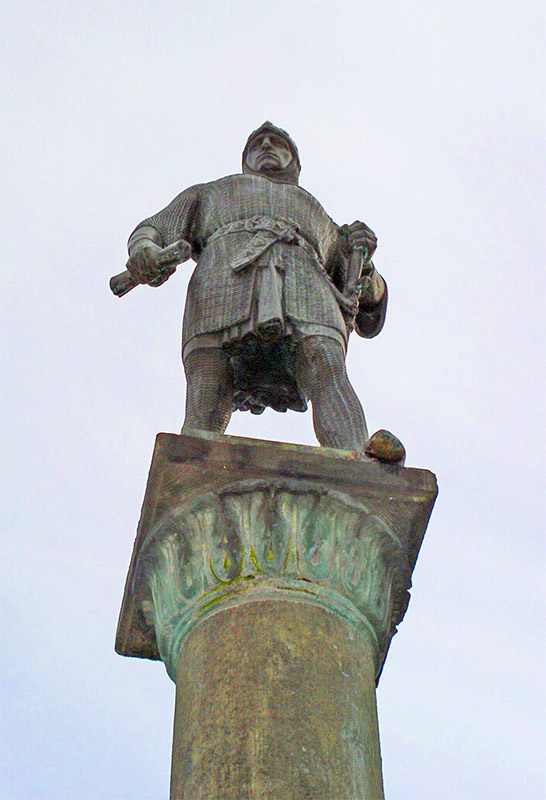
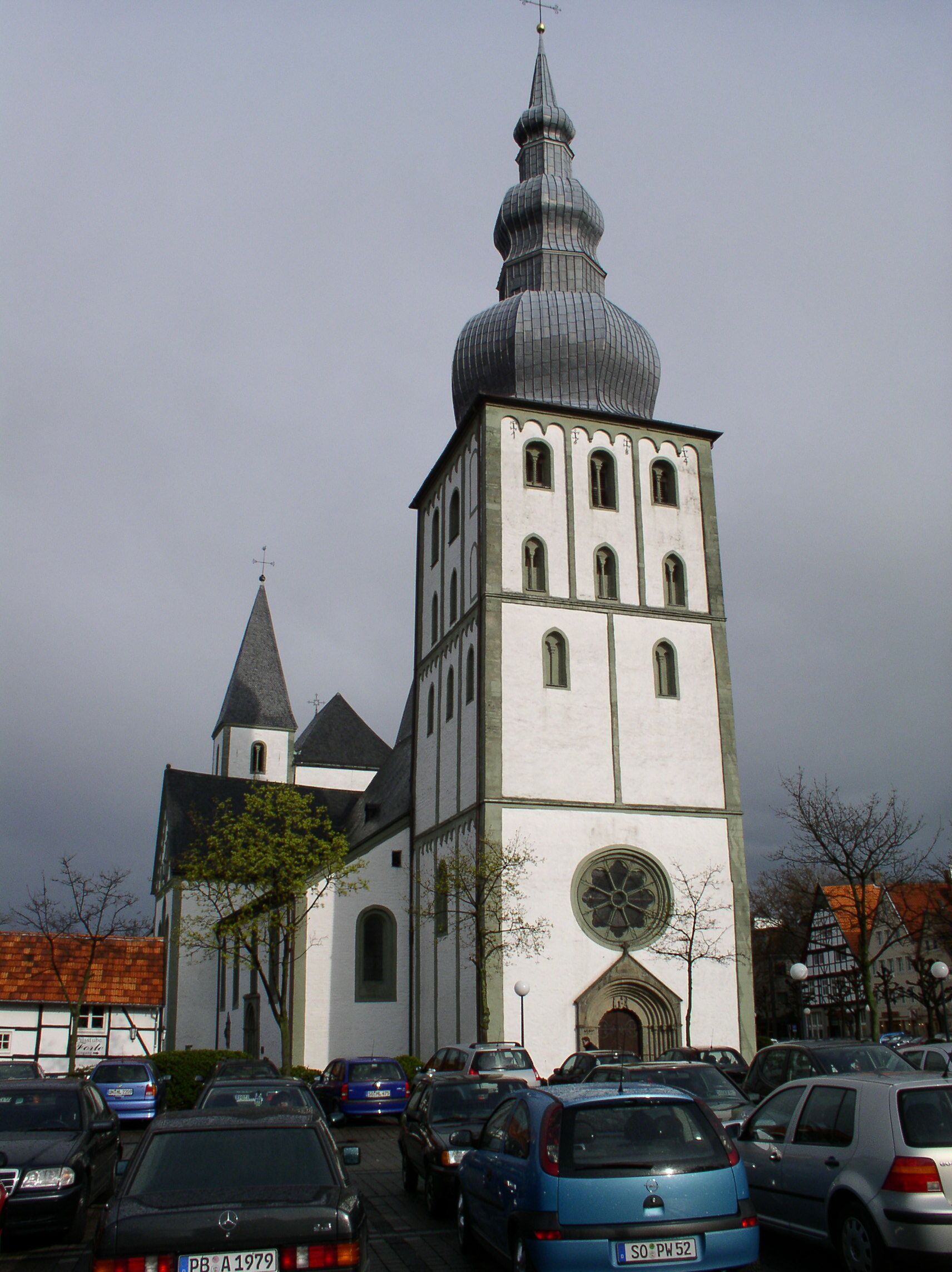
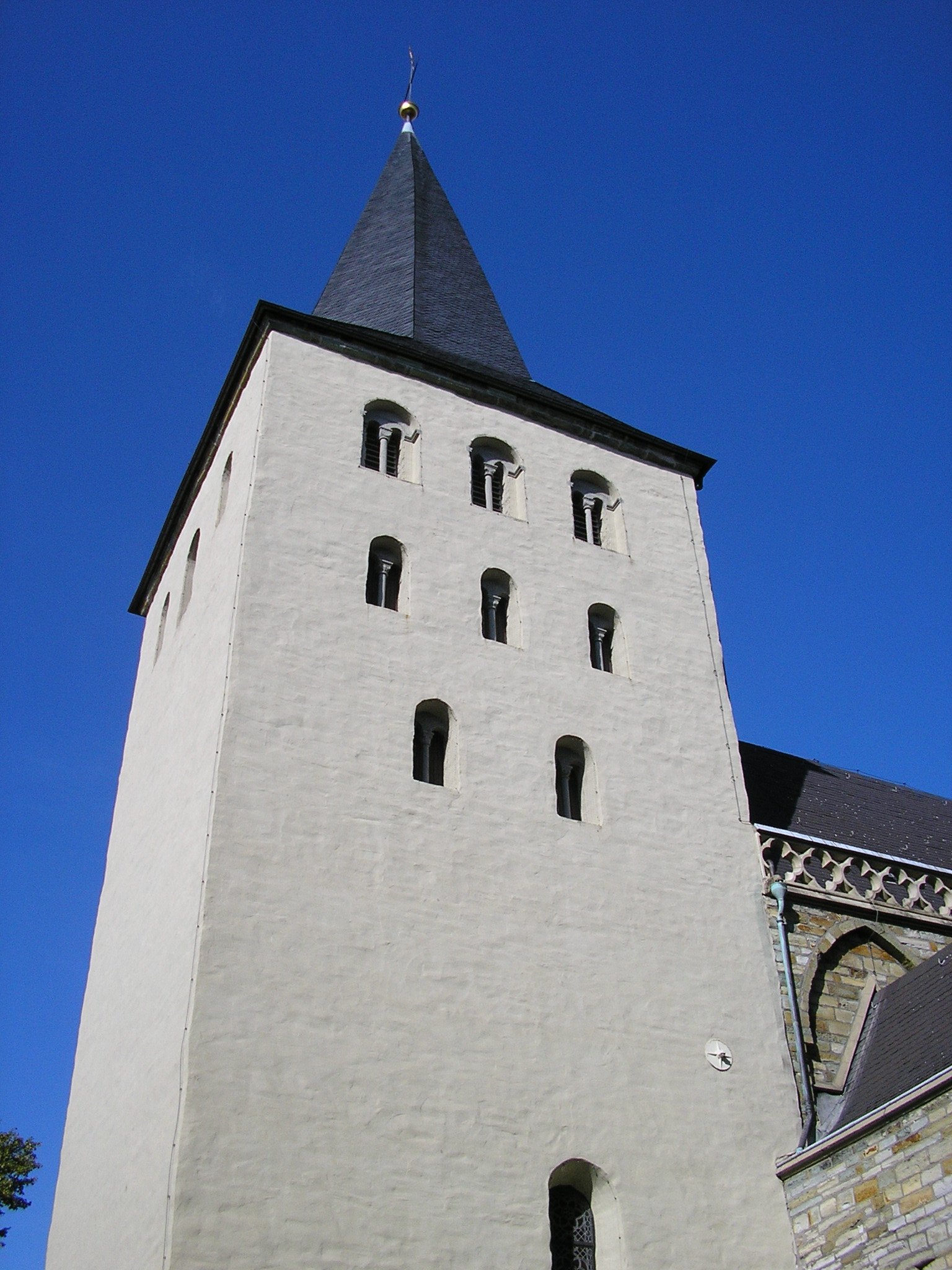

### Адміністративний поділ
Місто  складається з 18 районів:
- Ліппштадт
- Бад-Вальдлісборн
- Беннінггаузен
- Бекенферде
- Каппель
- Дедінггаузен
- Айккельборн
- Есбек
- Гарфельн
- Геллінггаузен
- Геррінггаузен
- Герсте
- Ліппербрух
- Ліппероде
- Лое
- Офераген
- Реббеке
- Ріксбек